# بورتري الثانوية

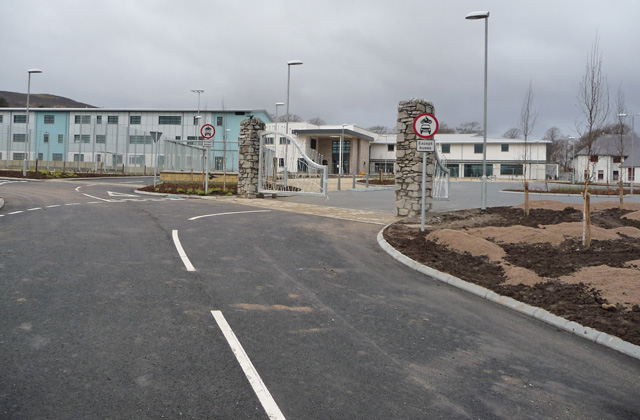

مدرسة بورتري الثانوية (الغيلية: Àrd-سغول فورت روغ) هي مدرسة حكومية تعليمية مشتركة في بورتري،سكاي في اسكتلندا. اعتبارا من عام 2010، تقوم المدرسة بتسجيل 520 تلميذا وتوظف 55 معلما. وتستمد المنطقة مستجمعات المياه من 15 مدرسة ابتدائية عبر سكاي ومدينة راساي المجاورة. ولدى المدرسة أيضا أحكام داخلية لعدد صغير من التلاميذ الذين يعيشون في مناطق نائية من الجزيرة

## التاريخ
توجد مدرسة في بورتري منذ القرن السابع عشر. ومع ذلك أغلقت في عام 1825 بسبب صعوبة في العثور على مدرس  مؤهل جديد. بدأ البناء على مباني مدرسة بورتري الثانوية في عام 1872. في عام 1905 أصبحت المدرسة العليا. افتتح هوستيل  مارجريت كارنيجي للفتيات في عام 1924 ويتبعه في عام 1933 من قبل إلجين هوستيل للبنين. يعد فندق إلجين هوستيل الآن مبنى من الفئة B مدرجا.
حتى أواخر عام 2008، كانت المدرسة تتكون من ثلاثة مبان - المبنى الرئيسي، نزل إلجين وكتلة التقنية، جنبا إلى جنب مع حوالي اثني عشر فصلا دراسيا. في عام 2008، تم استبدال هذا الترتيب بمبنى جديد، تم بناؤه من قبل موريسون كونستروكشيون كجزء من مشروع تعاوني بين القطاعين العام والخاص لبناء 11 مدرسة في المرتفعات. ثم تم إزالة الفصول الدراسية القابلة للفك، وهدم المبنى الرئيسي والكتلة التقنية

## المناهج الدراسية
ويشمل منهج المدرسة توفير التعليم المتوسط الغيلي. وفي عام 2006، نتج عن التفتيش الذي أجرته جلالة الملكة للتفتيش التربوي تقريرا أشاد بالعلاقة «الإيجابية» بين التلاميذ والموظفين، في حين انتقدت «تكنولوجيا المعلومات المحدودة» و «سيئة جدا» في مجال التربية البدنية، وسلط الضوء على «المخاطر الكبيرة على صحة التلاميذ والسلامة»، وذلك بسبب سوء إدارة حركة المرور خارج المدرسة، وانعدام الأمن العام. بناء المدرسة الجديدة التي افتتحت في عام 2008 وتعيين مدير مدرسة جديدة، كاثرين ماكدونالد.

## خريجين متميزين
- السير راسل جونستون (1932-2008)، سياسي ليبرالي ديمقراطي، زعيم الحزب الليبرالي الإسكتلندي 1974-88
- هيكتور ماكنزي، بارون ماكنزي كولكين (مواليد 1940)، ممرضة واتحاد النقابي
- رودريك جون ماكلويد، اللورد مينغينيش (مواليد 1953)، المعروف باسم رودي جون، رئيسمحكمة الأراضي الاسكتلندية منذ عام 2014

## روابط خارجية
- الموقع الرسمي

‌